# Gowan-Gletscher
Der Gowan-Gletscher ist ein etwa 28 Kilometer langer Gletscher in der Heritage Range, dem südlichen Teil des antarktischen Ellsworthgebirges. Der Kopf des Gletschers liegt nahe dem Cunningham Peak. Von dort fließt er in nördlicher Richtung, wo er schließlich östlich des Welcome Nunatak in den Minnesota-Gletscher mündet.
Der Gletscher wurde vom United States Geological Survey im Rahmen der Erfassung des Ellsworthgebirges in den Jahren 1961–1966 durch Vermessungen vor Ort und Luftaufnahmen der United States Navy kartografiert. Das amerikanische Advisory Committee on Antarctic Names benannte den Gletscher nach Lieutenant Jimmy L. Gowan (United States Navy), der 1966 als leitender Offizier und Arzt auf der amerikanischen Forschungsstation Plateau Station arbeitete.